# Liste der Ortschaften im Bezirk Klagenfurt-Land
Die Liste der Ortschaften im Bezirk Klagenfurt-Land enthält die Gemeinden und ihre zugehörigen Ortschaften im Kärntner Bezirk Klagenfurt-Land.
- Ebenthal in Kärnten
  - Aich an der Straße
  - Berg
  - Ebenthal
  - Goritschach
  - Gradnitz
  - Gurnitz
  - Haber
  - Hinterberg
  - Kohldorf
  - Kosasmojach
  - Kossiach
  - Kreuth
  - Lipizach
  - Mieger
  - Moosberg
  - Niederdorf
  - Obermieger
  - Obitschach
  - Pfaffendorf
  - Priedl
  - Radsberg
  - Rain
  - Reichersdorf
  - Rosenegg
  - Rottenstein
  - Saager
  - Sabuatach
  - Schwarz
  - Tutzach
  - Untermieger
  - Werouzach
  - Zell
  - Zetterei
  - Zwanzgerberg

- Feistritz im Rosental
  - Bärental
  - Hundsdorf
  - Matschach
  - Rabenberg
  - St. Johann im Rosental
  - Suetschach
  - Weizelsdorf

- Ferlach
  - Babniak
  - Bodental
  - Dörfl
  - Dornach
  - Glainach
  - Görtschach
  - Jaklin
  - Kappel an der Drau
  - Kirschentheuer
  - Laak
  - Laiplach
  - Loibltal
  - Otrouza
  - Rauth
  - Reßnig
  - Seidolach
  - Singerberg
  - Strau
  - Strugarjach
  - Tratten
  - Unterbergen
  - Unterferlach
  - Unterglainach
  - Unterloibl
  - Waidisch
  - Windisch Bleiberg

- Grafenstein
  - Aich
  - Althofen
  - Dolina
  - Froschendorf
  - Gumisch
  - Haidach
  - Hum
  - Klein Venedig
  - Lind
  - Münzendorf
  - Oberfischern
  - Oberwuchel
  - Pakein
  - Pirk
  - Replach
  - Saager
  - Sabuatach
  - Sand
  - Schloss Rain
  - Schulterndorf
  - Skarbin
  - St. Peter
  - Tainacherfeld
  - Thon
  - Truttendorf
  - Unterfischern
  - Unterwuchel
  - Werda
  - Wölfnitz
  - Zapfendorf

- Keutschach am See
  - Dobein
  - Dobeinitz
  - Höflein
  - Höhe
  - Keutschach
  - Leisbach
  - Linden
  - Pertitschach
  - Plaschischen
  - Plescherken
  - Rauth
  - Reauz
  - Schelesnitz
  - St. Margarethen
  - St. Nikolai

- Köttmannsdorf
  - Aich
  - Am Teller
  - Gaisach
  - Göriach
  - Hollenburg
  - Lambichl
  - Mostitz
  - Neusaß
  - Plöschenberg
  - Preliebl
  - Rotschitzen
  - Schwanein
  - St. Gandolf
  - St. Margarethen
  - Thal
  - Trabesing
  - Tretram
  - Tschachoritsch
  - Tschrestal
  - Unterschloßberg
  - Wegscheide
  - Wurdach

- Krumpendorf am Wörthersee
  - Görtschach
  - Krumpendorf
  - Nußberg
  - Pritschitz
  - Tultschnig

- Ludmannsdorf
  - Bach
  - Edling
  - Fellersdorf
  - Franzendorf
  - Großkleinberg
  - Lukowitz
  - Moschenitzen
  - Muschkau
  - Niederdörfl
  - Oberdörfl
  - Pugrad
  - Rupertiberg
  - Selkach
  - Strein
  - Wellersdorf
  - Zedras

- Magdalensberg
  - Christofberg
  - Deinsdorf
  - Dürnfeld
  - Eibelhof
  - Eixendorf
  - Farchern
  - Freudenberg
  - Gammersdorf
  - Geiersdorf
  - Göriach
  - Gottesbichl
  - Großgörtschach
  - Gundersdorf
  - Haag
  - Hollern
  - Kleingörtschach
  - Kreuzbichl
  - Kronabeth
  - Lassendorf
  - Latschach
  - Leibnitz
  - Matzendorf
  - Ottmanach
  - Pirk
  - Pischeldorf
  - Portendorf
  - Reigersdorf
  - Schöpfendorf
  - Sillebrücke
  - St. Lorenzen
  - St. Martin
  - St. Thomas
  - Stuttern
  - Timenitz
  - Treffelsdorf
  - Vellach
  - Wutschein
  - Zeiselberg
  - Zinsdorf

- Maria Rain
  - Angern
  - Angersbichl
  - Ehrensdorf
  - Göltschach
  - Haimach
  - Nadram
  - Oberguntschach
  - Obertöllern
  - Saberda
  - St. Ulrich
  - Stemeritsch
  - Strantschitschach
  - Toppelsdorf
  - Tschedram
  - Unterguntschach
  - Untertöllern

- Maria Saal
  - Arndorf
  - Bergl
  - Dellach
  - Gröblach
  - Hart
  - Höfern
  - Judendorf
  - Kading
  - Karnburg
  - Kuchling
  - Lind
  - Meilsberg
  - Meiselberg
  - Möderndorf
  - Poppichl
  - Pörtschach am Berg
  - Possau
  - Prikalitz
  - Ratzendorf
  - Rosendorf
  - Rotheis
  - Sagrad
  - St. Michael am Zollfeld
  - Stegendorf
  - Stuttern
  - Techmannsdorf
  - Thurn
  - Töltschach
  - Treffelsdorf
  - Walddorf
  - Willersdorf
  - Winklern
  - Wrießnitz
  - Wutschein
  - Zell
  - Zollfeld

- Maria Wörth
  - Maiernigg
  - Oberdellach
  - Raunach
  - Reifnitz
  - Sekirn
  - St. Anna
  - Unterdellach

- Moosburg
  - Ameisbichl
  - Arlsdorf
  - Bärndorf
  - Dellach
  - Faning
  - Freudenberg
  - Gabriel
  - Goritschitzen
  - Gradenegg
  - Hohenfeld
  - Knasweg
  - Krainig
  - Kreggab
  - Malleberg
  - Nußberg
  - Obergöriach
  - Polan
  - Prosintschach
  - Ratzenegg
  - Rosenau
  - Seigbichl
  - Simislau
  - St. Peter
  - Stallhofen
  - Tigring
  - Tuderschitz
  - Untergöriach
  - Unterlinden
  - Vögelitz
  - Wielen
  - Windischbach
  - Windischbach-Gegend
  - Witsch
  - Ziegelsdorf

- Pörtschach am Wörther See

- Poggersdorf
  - Ameisbichl
  - Annamischl
  - Eibelhof
  - Eiersdorf
  - Erlach
  - Goritschach
  - Haidach
  - Kreuth
  - Kreuzergegend-Ost
  - Kreuzergegend-West
  - Krobathen
  - Lanzendorf
  - Leibsdorf
  - Linsenberg
  - Pischeldorf
  - Pubersdorf
  - Rain
  - Raunachmoos
  - St. Johann
  - St. Michael ob der Gurk
  - Ströglach
  - Wabelsdorf
  - Wirtschach

- St. Margareten im Rosental
  - Dobrowa
  - Dullach
  - Gotschuchen
  - Gupf
  - Hintergupf
  - Homölisch
  - Niederdörfl
  - Oberdörfl
  - Sabosach
  - Seel
  - Trieblach

- Schiefling am Wörthersee
  - Aich
  - Albersdorf
  - Auen
  - Farrendorf
  - Goritschach
  - Ottosch
  - Penken
  - Raunach
  - Roach
  - Roda
  - Schiefling
  - St. Kathrein
  - Techelweg
  - Zauchen

- Techelsberg am Wörther See
  - Arndorf
  - Ebenfeld
  - Greilitz
  - Hadanig
  - Karl
  - Pavor
  - Pernach
  - Saag
  - Schwarzendorf
  - Sekull
  - St. Bartlmä
  - St. Martin am Techelsberg
  - Tibitsch
  - Töpriach
  - Töschling
  - Trabenig
  - Trieblach

- Zell
  - Zell-Freibach
  - Zell-Homölisch
  - Zell-Koschuta
  - Zell-Mitterwinkel
  - Zell-Oberwinkel
  - Zell-Pfarre
  - Zell-Schaida